# 김홍조 (가수)
김홍조(1951년 2월 28일 ~ )는 대한민국의 가수이다.

## 학력
- 통영고등학교

## 음반
- 1991년 신홍조
- 1992년 時도 때도 없이
- 1993년 시도 때도 없이
- 1995년 대전쯤에 가고 있나요
- 1997년 옛날 애인
- 1998년 반갑다 금강산아 / 사랑과 인생
- 1998년 사랑과 人生
- 2000년 참 좋은 사람 / 노을 빛 여자
- 2007년 체온 / 삐에로
- 2008년 당신을 내 몸처럼 / 체온
- 2010년 홀인원
- 2014년 김홍조의 소원